# (35039) 1981 EE33
(35039) 1981 EE33 es un asteroide perteneciente al cinturón de asteroides, descubierto el 1 de marzo de 1981 por Schelte John Bus desde el Observatorio de Siding Spring, Nueva Gales del Sur, Australia.

## Designación y nombre
Designado provisionalmente como 1981 EE33.

## Características orbitales
1981 EE33 está situado a una distancia media del Sol de 2,628 ua, pudiendo alejarse hasta 2,963 ua y acercarse hasta 2,293 ua. Su excentricidad es 0,127 y la inclinación orbital 12,87 grados. Emplea 1556,74 días en completar una órbita alrededor del Sol.

## Características físicas
La magnitud absoluta de 1981 EE33 es 15,9. 